# Lisa Lohmann
Lisa Lohmann  (* 9. November 2000) ist eine deutsche Skilangläuferin.

## Werdegang
Lohmann, die für den WSV Oberhof 05 startet, nahm von 2016 bis 2020 vorwiegend an U18 und U20-Rennen im Alpencup teil. Dabei belegte sie in der Saison 2018/19 den zweiten Platz und in der Saison 2019/20 den dritten Platz in der U20-Gesamtwertung. In der Saison 2017/18 wurde sie deutsche Meisterin in der Mixed-Staffel und holte bei den Nordischen Junioren-Skiweltmeisterschaften 2018 in Goms die Goldmedaille mit der Staffel. Zudem errang sie dort den 29. Platz über 5 km klassisch und den 16. Platz im Sprint. Im folgenden Jahr lief sie bei den Nordischen Junioren-Skiweltmeisterschaften in Lahti auf den 26. Platz im Sprint, auf den 13. Rang über 5 km Freistil und auf den sechsten Platz mit der Staffel. In der Saison 2019/20 wurde sie bei den deutschen Meisterschaften Zweite über 10 km Freistil und gewann bei den Nordischen Junioren-Skiweltmeisterschaften 2020 in Oberwiesenthal die Silbermedaille über 5 km klassisch. Zudem wurde sie dort Achte im Sprint. Zu Beginn der Saison 2020/21 startete sie in Ulrichen erstmals im Alpencup und belegte dabei den 19. Platz im Sprint und den achten Rang über 10 km Freistil. Bei den U23-Weltmeisterschaften 2021 in Vuokatti holte sie die Goldmedaille im Sprint und belegte mit der Staffel den sechsten Platz. Beim Saisonhöhepunkt, den nordischen Skiweltmeisterschaften 2021 in Oberstdorf, belegte sie den 44. Platz im Sprint, den 39. Rang über 10 km Freistil und den 34. Platz im Skiathlon. Zum Saisonende errang sie in Pokljuka den zweiten Platz über 10 km klassisch, siegte in der Verfolgung und gewann damit die Gesamtwertung des Alpencups. In der Saison 2021/22 holte sie zwei Siege im Alpencup und gewann damit erneut die Gesamtwertung. Zudem holte sie bei der Tour de Ski 2021/22, die sie auf dem 31. Platz beendete, mit dem 16. Platz im 10-km-Massenstartrennen im Val di Fiemme ihre ersten Weltcuppunkte. Bei den U23-Weltmeisterschaften 2022 in Lygna wurde sie Neunte über 10 km klassisch, Achte im Sprint und Sechste mit der Mixed-Staffel.

## Siege bei Continental-Cup-Rennen
| Nr. | Datum            | Ort        | Disziplin                    | Serie    |
| --- | ---------------- | ---------- | ---------------------------- | -------- |
| 1.  | 14. März 2021    | Pokljuka   | 10 km Freistil Verfolgung 1  | Alpencup |
| 2.  | 23. Januar 2022  | Oberstdorf | 15 km Freistil Massenstart   | Alpencup |
| 3.  | 4. Februar 2022  | Planica    | 10 km klassisch              | Alpencup |
| 4.  | 19. Februar 2023 | Campra     | 20 km klassisch Massenstart  | Alpencup |
| 5.  | 19. Januar 2025  | Falcade    | 15 km klassisch Verfolgung 1 | Alpencup |
| 6.  | 15. März 2025    | Prémanon   | 10 km klassisch              | Alpencup |
| 7.  | 16. März 2025    | Prémanon   | 10 km Freistil Verfolgung 1  | Alpencup |

## Platzierungen im Weltcup

### Weltcup-Statistik
Die Tabelle zeigt die erreichten Platzierungen im Einzelnen.
- 1.–3. Platz: Anzahl der Podiumsplatzierungen
- Top 10: Anzahl der Platzierungen unter den ersten zehn
- Punkteränge: Anzahl der Platzierungen innerhalb der Punkteränge
- Starts: Anzahl gelaufener Rennen in der jeweiligen Disziplin
- Hinweis: Bei den Distanzrennen erfolgt die Einordnung gemäß FIS.

| Platzierung               | Distanzrennen a | Distanzrennen a | Distanzrennen a | Distanzrennen a | Distanzrennen a | Skiathlon Verfolgung | Sprint | Etappen- rennen b | Gesamt | Team   | Team    |
| Platzierung               | ≤ 5 km          | ≤ 10 km         | ≤ 15 km         | ≤ 30 km         | > 30 km         | Skiathlon Verfolgung | Sprint | Etappen- rennen b | Gesamt | Sprint | Staffel |
| ------------------------- | --------------- | --------------- | --------------- | --------------- | --------------- | -------------------- | ------ | ----------------- | ------ | ------ | ------- |
| 1. Platz                  |                 |                 |                 |                 |                 |                      |        |                   |        |        |         |
| 2. Platz                  |                 |                 |                 |                 |                 |                      |        |                   |        |        |         |
| 3. Platz                  |                 |                 |                 |                 |                 |                      |        |                   |        |        |         |
| Top 10                    |                 |                 |                 |                 |                 |                      |        |                   |        | 2      | 3       |
| Punkteränge               |                 | 13              | 2               | 8               |                 | 3                    | 8      | 3                 | 37     | 2      | 3       |
| Starts                    |                 | 19              | 4               | 9               |                 | 6                    | 16     | 3                 | 57     | 2      | 4       |
| Stand: Saisonende 2024/25 |                 |                 |                 |                 |                 |                      |        |                   |        |        |         |

### Weltcup-Gesamtplatzierungen
| Saison  | Gesamt | Gesamt | Distanz | Distanz | Sprint | Sprint |
| Saison  | Punkte | Platz  | Punkte  | Platz   | Punkte | Platz  |
| ------- | ------ | ------ | ------- | ------- | ------ | ------ |
| 2021/22 | 25     | 74.    | 15      | 54.     | –      | –      |
| 2022/23 | 153    | 75.    | 89      | 60.     | 13     | 108.   |
| 2023/24 | 522    | 41.    | 324     | 32.     | 90     | 53.    |
| 2024/25 | 96     | 96.    | 60      | 77.     | 36     | 81.    |